# Иса, Казыбек Жарылкасынулы
Казыбек Жарылкасынулы Иса (каз. Қазыбек Жарылқасынұлы Иса род. 23 апреля 1962; Мактааральский район, Чимкентская область, КазССР, СССР) — казахстанский поэт, общественный деятель. Депутат Мажилиса Парламента Республики Казахстан VII созыва (с 12 января 2021 года).

## Биография
Родился в 1962 году в поселке Первомай Мактааральского района Южно-Казахстанской области.
В 1984 году окончил художественно-графический факультет Казахского государственного педагогического института имени Абая.
С 1984 по 1991 год — учитель средней школы п. Қызылқұм Шардаринского района;
С 1991 по 1993 год — заведующий отделом республиканской демократической газеты «Жас Казак»;
С 1993 по 1998 год — редактор отдела газеты «Оркен»;
С 1998 по 2000 год — вице-президент издательской корпорации «Казахакпарат»;
С 2000 по 2002 год — первый главный редактор, директор газеты «Жас қазақ үні»;
С 2009 по 2012 год — генеральный директор - председатель совета редакторов газеты «Жас қазақ үні», главный редактор журнала «Жұлдыздар құпиясы», директор издательства «Туран»;
С 2012 года — заместитель председателя демократической партии «Ак жол»;
С 2019 год — член Национального совета общественного доверия при Президенте Республики Казахстан;
С 12 января 2021 года — депутат Мажилиса Парламента Республики Казахстан VII созыва от демократической партии «Ак жол»;

## Творчество
Первая книга вышла в 1995 году под названием «Керімсал».
Автор ряда публикаций: сборник стихов «Аудитория» (1984), «Тоғыз тарау» (1989); книги «Керімсал» (1995), «Қызыл жыңғыл» (2002), «Тәтті шөл» (2008) и др. Неоднократный победитель республиканских конкурсов поэтов.

## Награды
- 2008 — Международная литературная премия «Алаш» за книгу «Тәті шөл»;
- 2009 — Нагрудный знак «Деятель культуры»;[3]
- 2011 — Орден «Курмет»;
- 2011 — Медаль «20 лет независимости Республики Казахстан»;
- 2011 — Нагрудный знак «Тіл жанашыры»;
- 2014 — Нагрудный знак «Ақпарат саласының үздігі»;
- 2014 — Медаль «Сергей Есенин»;[4][5]
- 2018 — Орден «Парасат»;[6]